# Prototype JavaScript Framework
Prototype JavaScript Framework – biblioteka programistyczna napisana w języku JavaScript przez Sama Stephensona. Jest zaimplementowana w jednym pliku najczęściej nazywanym prototype.js. Prototype jest dystrybuowany samodzielnie, jak i z takimi projektami jak Ruby on Rails czy script.aculo.us.

## Przykładowe funkcje

### $()
Funkcja dolara jest używana jako skrót do metody getElementById. By odwołać się do obiektu DOM w stronie HTML, zwykle używa się konstrukcji:
```
document
.
getElementById
(
"id_elementu"
).
style
.
color
 
=
 
"#ffffff"
;

```

Funkcja $() skraca kod do niniejszej postaci:
```
$
(
"id_elementu"
).
setStyle
({
color
:
 
'#ffffff'
});

```

Funkcja $() także zwraca rozszerzony obiekt Prototype.
```
var
 
element_js
 
=
 
document
.
getElementById
(
"id_elementu"
);
 
// zwykłe odwołanie do obiektu

var
 
element_pt
 
=
 
$
(
element_js
);
 
// referencja rozszerzonego obiektu biblioteki Prototype

```

### $F()
Zwraca wartość pola formularza. Na przykład dla elementu text zwróci wartość pola.
```
$F
(
"id_elementu_formularza"
)

```

### $$()
Funkcja podwójnego dolara jest silnikiem selektorów CSS. Można używać takich samych selektorów, jakich się używa w arkuszu stylów. Na przykład, jeśli chcemy się odwołać do znacznika <a> o klasie pulsate, można użyć polecenia:
```
$$
(
"a.pulsate"
)

```

Funkcja zwróci kolekcję elementów.

### ObiektAJAX
Prototype oferuje obiekt AJAX stworzony dla różnych przeglądarek. Posiada dwie główne metody: Ajax.Request() i Ajax.Updater(). Są dwie formy obiektu AJAXa. Procedura Ajax.Request() zwraca surowy obiekt XML, kiedy Ajax.Updater() zwraca dane w specyficznym obiekcie DOM. Przykład:
```
var
 
url
 
=
 
"http://www.example.com/path/server_script"
;

 

var
 
myAjax
 
=
 
new
 
Ajax
.
Request
(
url
,
 
{

   
parameters
:
 
{

      
value1
:
 
$F
(
"id_1"
),

      
value2
:
 
$F
(
"id_2"
)

   
},

   
onSuccess
:
 
showResponse
,

   
onFailure
:
 
showError

});

```

## Programowanie zorientowane obiektowo
Prototype także wspiera bardziej tradycyjne programowanie obiektowe. Metoda Class.Create() jest używana do stworzenia klasy.
```
var
 
FirstClass
 
=
 
Class
.
create
(
 
{

   
// Metoda initialize oznacza konstruktor

   
initialize
:
 
function
 
()
 
{

       
this
.
data
 
=
 
"Hello World"
;

   
}

});

```

Rozszerzanie innej klasy:
```
Ajax
.
Request
=
 
Class
.
create
(
 
Ajax
.
Base
,
 
{
 

  
// Nadpisz metodę initialize

  
initialize
:
 
function
(
url
,
 
options
)
 
{
 

    
this
.
transport
 
=
 
Ajax
.
getTransport
();
 

    
this
.
setOptions
(
options
);
 

    
this
.
request
(
url
);
 

  
},
 

  
// ...inne metody...

});

```

Funkcja Object.extend() pobiera dwa obiekty i dziedziczy parametry do drugiego obiektu. Jak w przykładzie wyżej, pierwszy parametr przyjmuje klasę bazową, a drugi dodaje nowe metody.